# Специальное конструкторское бюро машиностроения (Курган)
АО «Специальное конструкторское бюро машиностроения» (АО «СКБМ») — проектно-конструкторская организация по созданию и модернизации боевых машин пехоты и машин на их базе.
Специальное конструкторское бюро машиностроения создано Постановлением Совета Министров СССР от 27 июля 1954 года в качестве головного конструкторского бюро по средним артиллерийским тягачам. Конструкторы разработали средний артиллерийский тягач АТС-59Г и несколько его модификаций. В 1965 году. СКБ было переориентировано на создание боевых машин пехоты и машин на их базе. Конструкторское бюро находилось в структуре Курганского машиностроительного завода.
АО «СКБМ» — правопреемник СКБМ (СКБ). Постановлением администрации г.Кургана № 1197.17 от 11 ноября 1992 года СКБМ зарегистрировано как открытое акционерное общество «Специальное конструкторское бюро машиностроения» - ОАО «СКБМ». В конце 2018 года была изменена форма организации на Акционерное общество - АО "СКБМ" (ОАО "Курганмашзавод" - ПАО "Курганмашзавод").
В настоящее время организация является ведущей в стране по проектированию боевых машин пехоты (БМП-1, БМП-2, БМП-3). Ведётся разработка боевых гусеничных машин на базе БМП, на данный момент разработана машина БРЭМ-Л.
Предприятие разработало и приняло ведущие участие в поставке на серийное производство более 150 наименований изделий гражданской продукции: (ТМ120, ТМ130, МЛ107, КМЗ-012, МКСМ-800 и автомобильный прицеп). Также предприятие разработало гусеничную машину ТМ245 для крайнего Севера.
Коллектив АО «СКБМ» обладает большим опытом работ в кооперации со многими научно-техническими организациями. Рабочие места объединяются в компьютерную сеть. Используются программы объёмного моделирования («Unigraphics» и «Solid Edge»), что позволяет в кратчайшие сроки провести работу от начала проектирования до изготовления опытного образца. Производится и изготовление деталей на станках с ЧПУ.
Широким спросом пользуются изделия за рубежом, более 1500 боевых машин пехоты в странах: ОАЭ, Финляндия, Кувейт, Иран, Марокко, Сингапур, Ангола, Египет, Бангладеш, Республика Кипр, Корея.
Изделия регулярно представляются на Российских и международных выставках, в частности в Чили («FIDAE»), ОАЭ («IDEX»), Бразилии («LAD»), Малайзии («DSA»), на «RUSSIAN EXPO ARMS» в Нижнем Тагиле, на Международной выставке ВТТВ в Омске и других.
Из-за вторжения России на Украину АО «СКБМ» находится под санкциями всех стран Евросоюза.

## Главные конструкторы СКБМ
- 1954—1956 — Кавьяров, Иван Савватеевич
- 1956—1958 — Зубов, Евгений Абрамович
- 1958—1970 — Усенко, Николай Игнатьевич
- 1970—1974 — Яковлев, Борис Николаевич
- 1974—1989 — Благонравов, Александр Александрович
- 1989—2009 — Никонов, Александр Иванович
- 2009—2014 — Сальников, Сергей Сергеевич
- С 2014 года — Абдулов, Сергей Владимирович

## См.также
- Конструкторское бюро